# Gillian Rolton
Gillian Rolton, AM (* 3. Mai 1956 in Adelaide; † 18. November 2017) war eine australische Pferdezüchterin und Vielseitigkeitsreiterin. Sie war zweifache Olympiasiegerin.
Im Alter von zehn Jahren begann Rolton mit dem Reiten und bestritt bald darauf ihre ersten Wettbewerbe. Zunächst konzentrierte sie sich auf das Dressurreiten. Erst als sie 21 Jahre alt war, entschied sich die ausgebildete Schullehrerin, das Springreit-Training aufzunehmen und zum Vielseitigkeitsreiten zu wechseln. Rolton verpasste die Qualifikation zu den Olympischen Spielen 1984, da sich ihr Pferd am Bein verletzte. Vor den Spielen 1988 zog sie sich bei einem Sturz eine schwere Ellbogenverletzung zu.
In den 1990er Jahren wurde der Schimmel-Vollblutwallach Peppermint Grove (1981–2006) zu ihrem Erfolgspferd. Bei den Olympischen Spielen 1992 in Barcelona gewann Rolton mit dem Schimmel die Goldmedaille in der Teamwertung. In der Einzelwertung kam sie auf den 21. Rang. Zwei Jahre später vertrat sie Australien erneut, mit Peppermint Grove kam Rolton bei den Weltreiterspielen in Den Haag auf Platz vier der Mannschafts- und Platz 41 der Einzelwertung.
Den Mannschaftssieg von 1992 wiederholte sie mit dem gleichen Pferd vier Jahre später in Atlanta, obwohl sie während des Geländeritts zweimal gestürzt war und sich dabei das Schlüsselbein sowie zwei Rippen gebrochen hatte. Sie gab auf und stellte damit das Streichergebnis der Mannschaft.
Rolton war eine von acht Sportlern, die während der Eröffnungsfeier der Olympischen Spiele 2000 in Sydney die olympische Flagge ins Stadion trugen. Im selben Jahr erklärte sie ihren Rücktritt und arbeitete seither hauptsächlich als Pferdezüchterin. Sie war auch als Preisrichterin bei verschiedenen internationalen Wettbewerben und als Trainerin tätig. Darüber hinaus war sie Präsidentin des Organisationskomitees des Australian International Three Day Event in Adelaide. Im November 2000 wurde Gillian Rolton in die Sport Australia Hall of Fame aufgenommen.
Sie starb am 18. November 2017 mit 61 Jahren an den Folgen einer Krebserkrankung.